# Droogijs

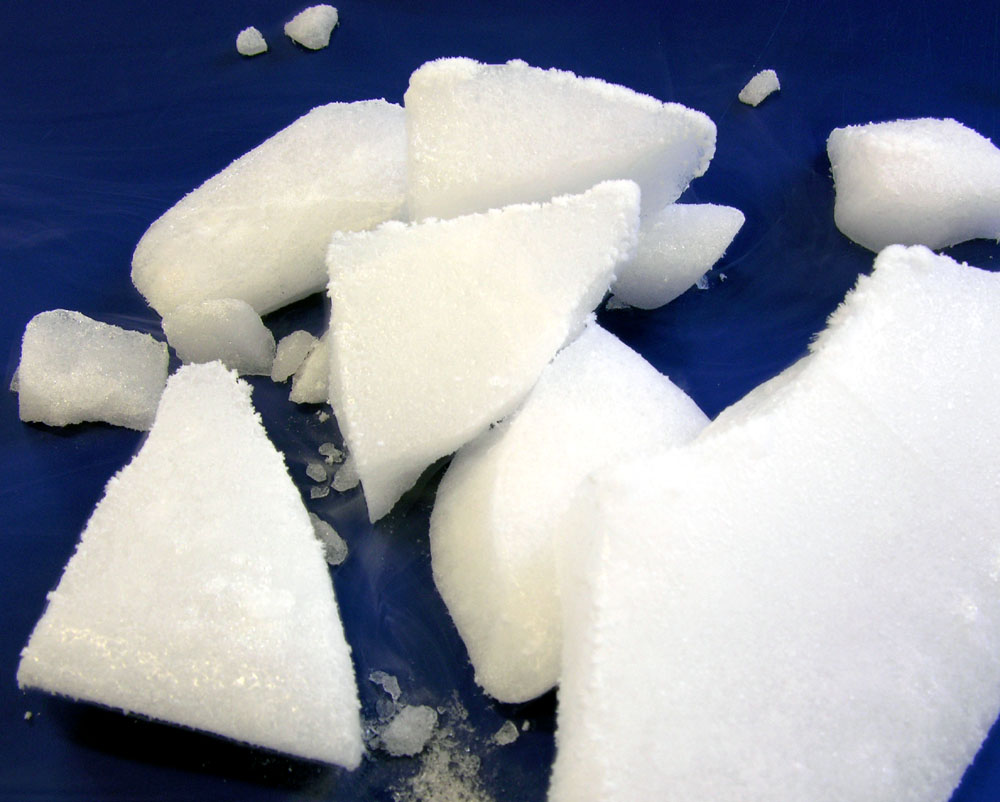
Droogijs

Droogijs of koolzuursneeuw is de vaste vorm van koolstofdioxide of CO2. Koolstofdioxide kent geen vloeibare toestand bij gewone luchtdruk; het sublimeert rechtstreeks van zijn vaste vorm naar een gasvorm, een proces waarbij veel kou vrijkomt. Droogijs wordt vooral gebruikt om te koelen, onder meer in wetenschappelijk onderzoek. Het wordt ook in de theatertechniek gebruikt om een laaghangende nevel te maken. Waterdamp condenseert hierbij op de koude gesublimeerde gasdeeltjes, die zwaarder zijn dan lucht. Met een normale rookmachine komt de nevel verder omhoog dan met droogijs.
Droogijs heeft een temperatuur van ongeveer –78,5°C (194,7 K) onder normale atmosferische condities. Bij aanraking van droogijs zal de huid zeer snel bevriezen en na langere blootstelling ernstig beschadigen. Hoewel het niet giftig is, kan de trage gasvorming uit droogijs hypercapnie (overmatig gehalte aan koolstofdioxide in het bloed) en ademhalingsfalen veroorzaken, vooral in kleine gesloten ruimtes.

## Toepassingen

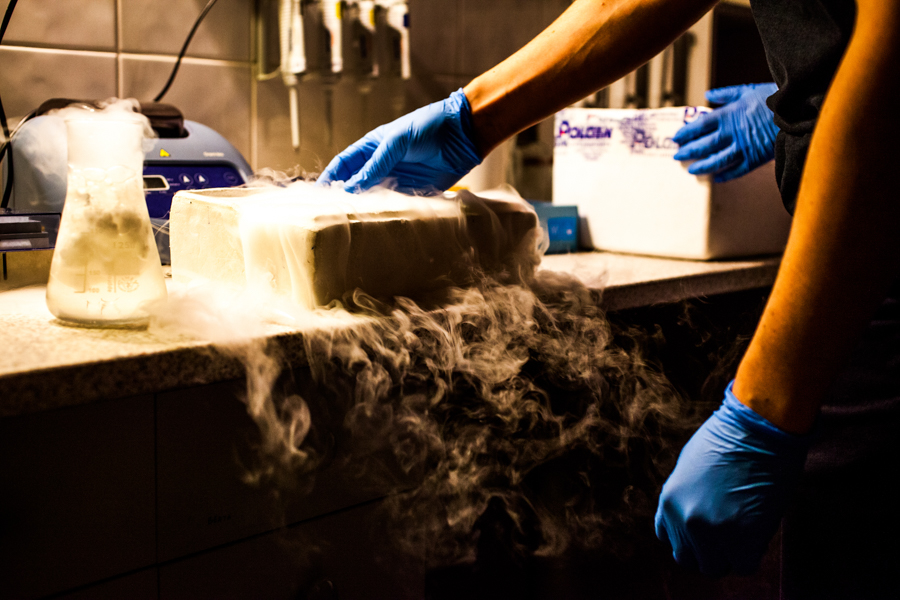
Sublimatie van droogijs tijdens het koud houden van onderzoeksmonsters

De koelcapaciteit van droogijs is meer dan drie maal hoger dan die van waterijs. Droogijs is dan ook met name geschikt voor plaatsen waar geen energiebron beschikbaar is om lage temperaturen te bereiken.
Door sublimatie gaat droogijs van een vaste vorm direct over in gasvorm. Dit gebeurt bij droogijs onder de standaarddruk. Sublimeren onttrekt meer warmte aan de omgeving dan smelten.
Het sublimatiepunt van droogijs ligt op ongeveer 194,7 kelvin (−78,5 graden Celsius). In combinatie met verschillende organische oplosmiddelen (zoals aceton, isopropanol of di-ethylether) wordt het in het laboratorium gebruikt bij koelbaden en kunnen temperaturen tot −100°C bereikt worden.
Men kan droogijs gebruiken om dingen omhoog te stuwen die zich onder water bevinden. Het gas dat ontstaat door het sublimeren zorgt voor extra drijfvermogen.

## Bereiding
Droogijs is eenvoudig te bereiden:
1. Het uitgangsmateriaal is een gas met een hoog gehalte aan koolstofdioxide, zoals het nevenproduct van de ammoniakproductie uit stikstof en methaan.
2. Onder hoge druk wordt het gas afgekoeld tot de koolstofdioxide vloeibaar wordt.
3. Door het verminderen van de druk verdampt een deel van de vloeistof, waardoor de temperatuur daalt en de rest van de vloeistof bevriest tot een soort sneeuw.
4. De sneeuw kan worden samengeperst tot korrels of blokken droogijs.

Droogijs wordt doorgaans geleverd in standaard blokken of cilindrische korrels. Blokken van ongeveer 30 kg zijn het meest in omloop. Deze worden vanwege de relatief langzame verdamping gebruikt in de scheepvaart. Korrels hebben een doorsnede van ongeveer een centimeter en worden geleverd in zakken. Droogijs kost een paar euro per kilo.
Droogijs kan verder ook ontstaan bij het gebruik van een CO2-blusser.

## Hantering en voorzorgsmaatregelen

### Lage temperatuur
Droogijs heeft een stoltemperatuur van −78°C. Daarom dienen mensen die met droogijs werken thermohandschoenen te dragen om het risico op bevriezing tot een minimum te beperken.

### Koolzuurgas
Droogijs sublimeert tot koolzuurgas en daardoor kan in een kleine afgesloten ruimte de koolzuurgasconcentratie snel zo hoog oplopen dat mensen er onwel van kunnen worden. Om die reden dient droogijs niet vervoerd te worden in een vervoermiddel waarin bestuurder en lading zich in dezelfde cabine bevinden. Op 29 februari 2020 ging het mis in Moskou toen drie personen 25 kilo droogijs in een binnenzwembad in een afgesloten ruimte gooiden om een witte nevel te creëren. De drie aanwezigen stierven door kooldioxidevergiftiging en zuurstofverdringing.

## Droogijsstralen
Naast het gebruik als koelmiddel is droogijsstralen de belangrijkste toepassing van droogijs. Droogijsstralen is een techniek waarbij oppervlaktes worden gereinigd door onder hoge druk droogijskorrels op te spuiten. De reinigende werking berust deels op de schurende werking van de korrels en deels op de thermische schok (het plotseling krimpen van de laag vuil waardoor deze loslaat van de ondergrond). Droogijsstralen heeft ten opzichte van oudere technieken zoals zandstralen het voordeel dat er geen resten van achterblijven.